# Леда і Лебідь

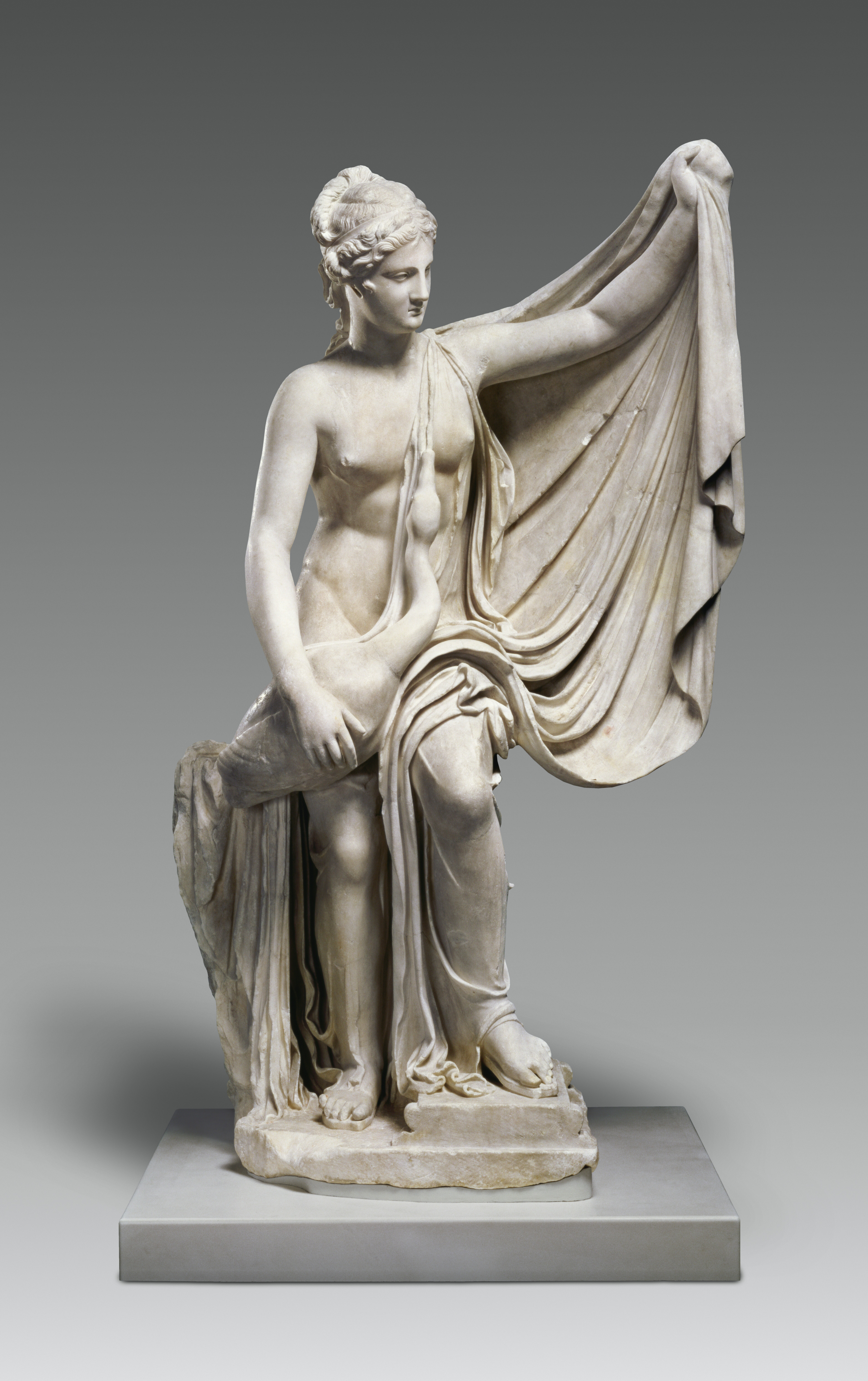
«…ця статуя є римською версією першого століття більш ранньої грецької статуї 300-х років до нашої ери, яку приписують Тимофію. Збереглося понад два десятки прикладів цієї статуї, що свідчить про популярність теми серед римлян. …Обидві руки, більша частина простягнутого плаща, голова лебедя та складки тканини між ногами Леди — це реставрація вісімнадцятого століття. Голова, хоч і антична, не є оригінальною для цього твору, а походить від статуї Венери». Мармур. Вілла Ґетті

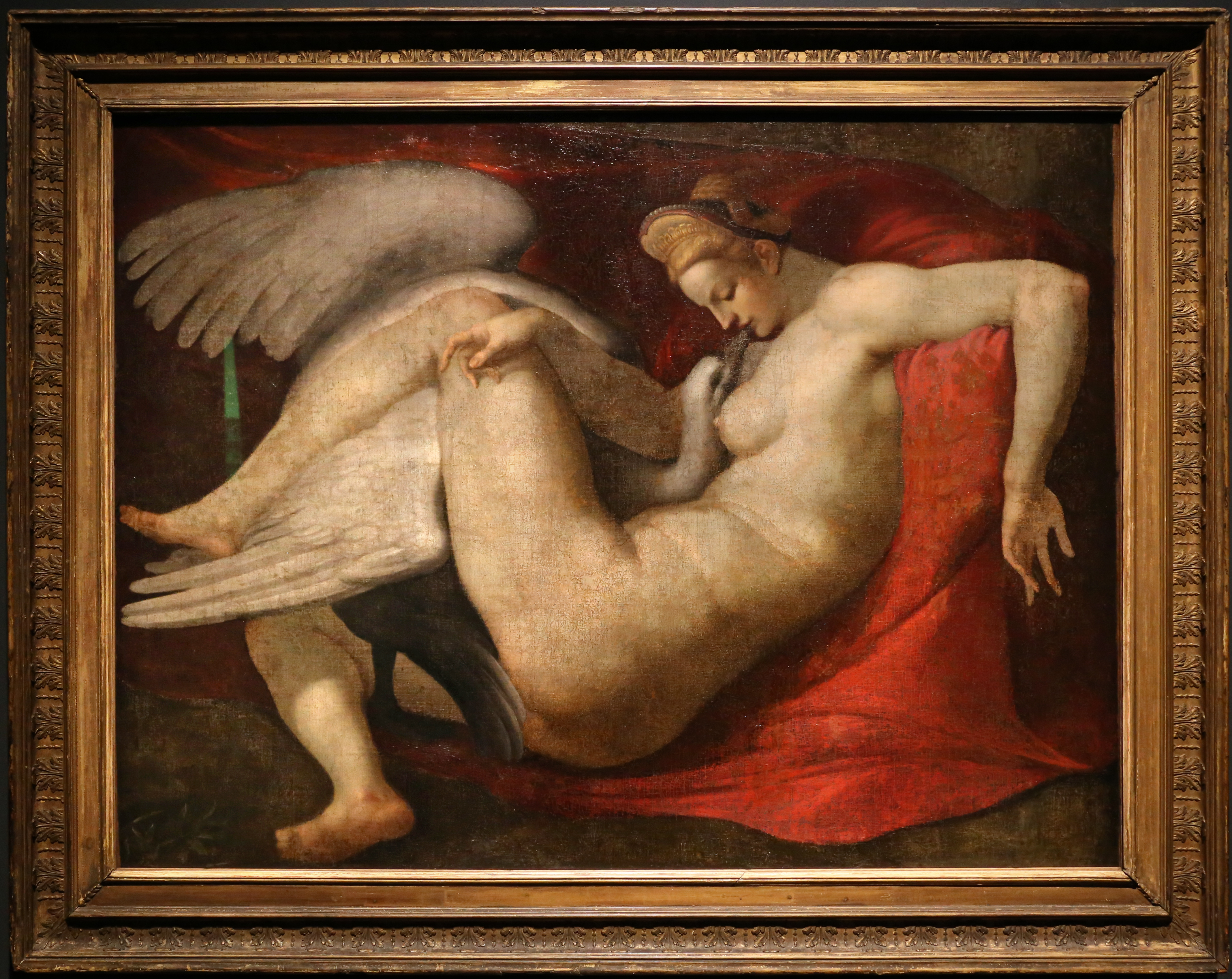
Леда і лебідь, копія XVI століття після втраченої картини Мікеланджело (Національна галерея, Лондон)

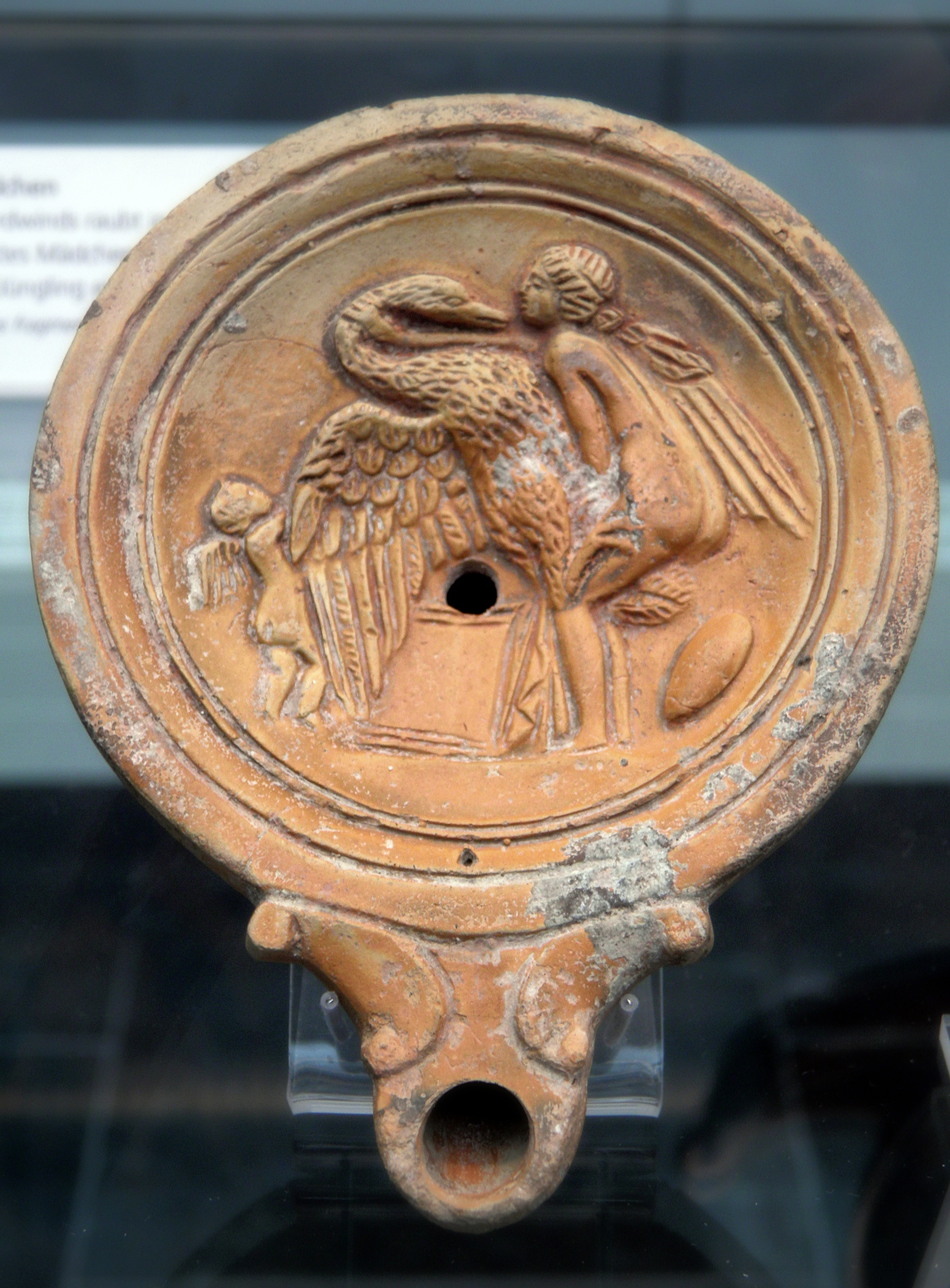
Римська олійна лампа, I ст. н. е.

«Леда і лебідь» — художній сюжет із грецької міфології, в якому бог Зевс у подобі лебедя спокушає Леду, спартанську царицю. Згідно з пізнішою грецькою міфологією, Леда народила Єлену та Полідевка, дітей Зевса, і в той же час народила Кастора та Клітемнестру, дітей свого чоловіка Тиндарея, царя Спарти. За багатьма версіями, Зевс прийняв вигляд лебедя і зблизився з Ледою тої ж ночі, коли вона кохалася зі своїм чоловіком царем Тиндареєм. У деяких версіях вона знесла два яйця, з яких вилупилися діти. В інших версіях Єлена є дочкою Немезиди, богині, яка уособлювала лихо, яке чекало на тих, хто страждав від пихи гордині.
Особливо в мистецтві ступінь згоди Леди на стосунки значно різниться; є численні зображення, наприклад, Леонардо да Вінчі, які показують, як Леда ніжно обіймає лебедя, а їхні діти граються.
Цей предмет рідко зустрічався у великомасштабній скульптурі античності, хоча зображення Леди в скульптурі в наш час приписують Тимофію (пор. ілюстрацію внизу ліворуч); збереглися невеликі скульптури, які показують як лежачі, так і стоячі пози в камеях і вигравіруваних дорогоцінних каменях, перснях і теракотових олійних лампах. У середні віки завдяки літературним пнретворенням Овідія та Фульгенція це був добре відомий міф, але став більш помітним як класична тема з еротичними відтінками в італійському Відродженні.

## Еротизм

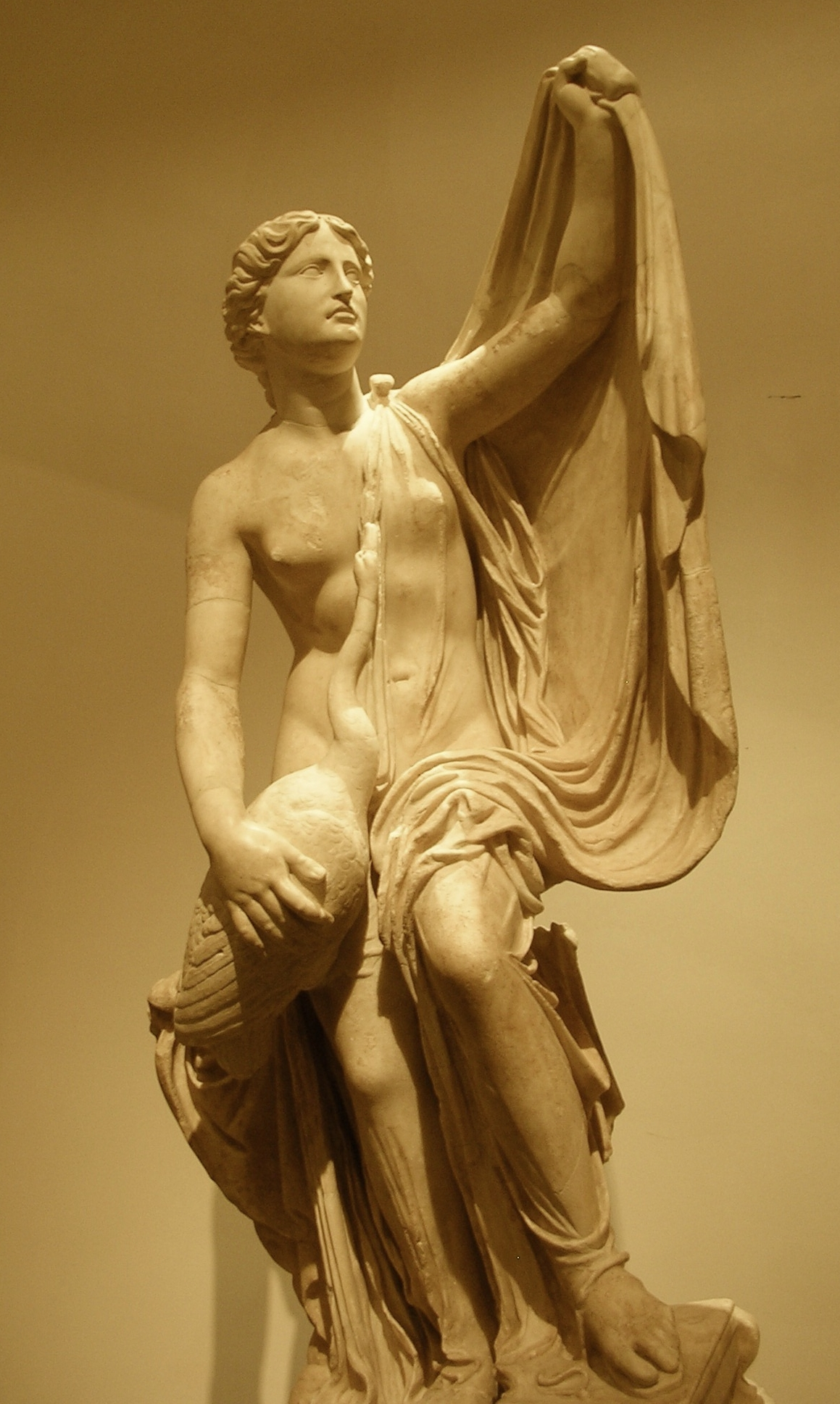
Леда з лебедем, римський мармур, можливо, відтворює втрачену роботу Тимотея з 300-х років до нашої ери. Збереглося понад два десятки прикладів цієї статуї. відреставровано (Прадо)

Історик Прокопій у своїй «Таємній історії» стверджує, що римська імператриця Теодора діяла у відтворенні цього конкретного міфу в якийсь момент своєї юності на початку VI ст. н. е. до того, як вона стала імператрицею. Ця версія викликає серйозні суперечки через упередження римських аристократів, включаючи Прокопія, щодо ролі жінок і репутації актрис і секс-працівниць того часу.
Своєю популярністю у XVI столітті цей сюжет завдячує тому парадоксу, що вважалося більш прийнятним зображати жінку в акті злягання з лебедем, ані ж з чоловіком. На ранніх зображеннях пара кохається з певною відвертістю — більшою, ніж на будь-яких зображеннях людської пари, зроблених висококласними художниками того ж періоду.
Чому це було так — через кілька років показує доля еротичного альбому «Пози Аретіно». Ця тема залишалася небезпечною в епоху Відродження, як показують долі трьох найвідоміших картин на цю тему. Найперші зображення були зроблені на більш приватному носії старої майстерної гравюри, і переважно з Венеції. Вони часто ґрунтувалися на надзвичайно короткому описі в «Метаморфозах» Овідія (який не має на увазі зґвалтування), хоча Лоренцо Медічі мав і римський саркофаг, і старовинний різьблений самоцвіт, обидва з Ледою, що лежить.
Найранішим відомим чітким зображенням епохи Відродження є одна з багатьох ксилографічних ілюстрацій до «Гіпнеротомахії Поліфіла», книги, виданої у Венеції в 1499 році. Тут зображено, як Леда і Лебідь із захопленням кохаються, незважаючи на те, що вони перебувають на даху тріумфального воза, який тягнуть за собою, і їх оточує чималий натовп. Гравюра Джованні Баттіста Палумби, датована не пізніше 1503 роком, також показує пару під час статевого акту, але в пустельній місцевості. На іншій гравюрі, яку багато хто приписує Джуліо Кампаньолі, зображено сцену кохання, але тут ставлення Леди дуже неоднозначне. Палумба зробив ще одну гравюру, можливо, близько 1512 року, ймовірно, під впливом ескізів Леонардо до своєї попередньої композиції, на якій зображена Леда, що сидить на землі та грається зі своїми дітьми.
Були також значні зображення в меншому декоративному мистецтві, також у приватних медіа. Бенвенуто Челліні зробив медальйон, який зараз знаходиться у Відні, на початку своєї кар'єри, а Антоніо Абондіо — один на аверсі медалі, присвяченій римській куртизанці.

## У малярстві

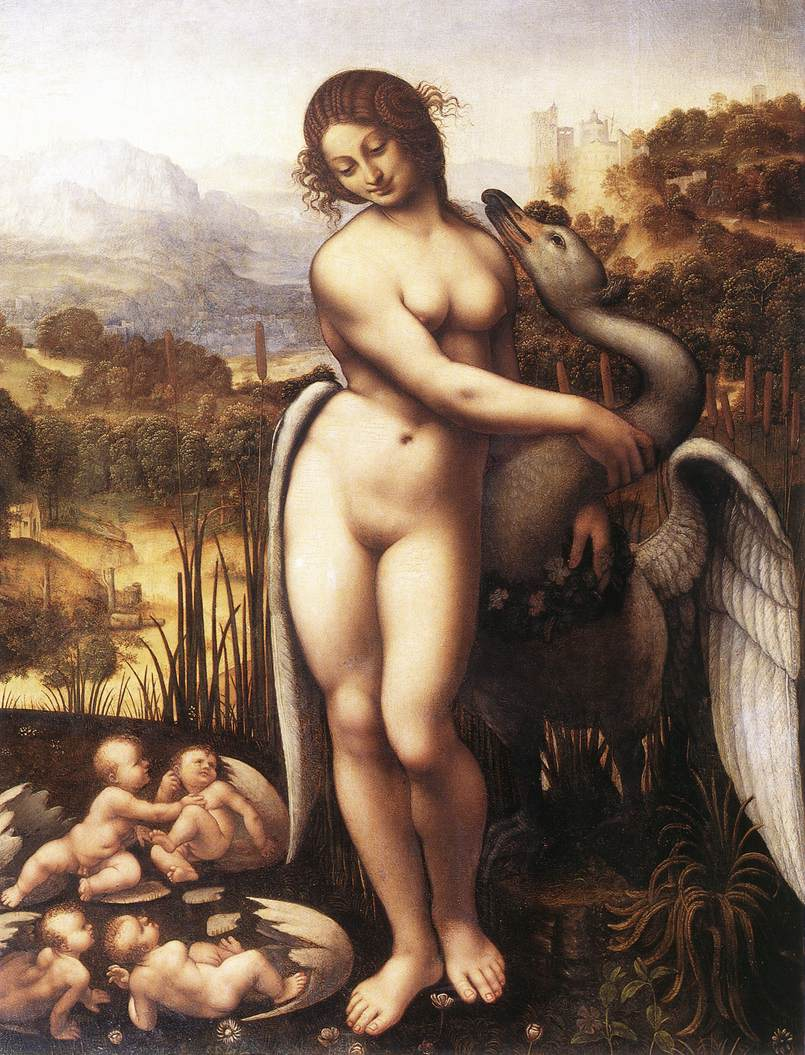
«Леда і лебідь», копія Чезаре да Сесто за втраченим оригіналом Леонардо, 1515—1520, полотно, олія, Вілтон-гаус, Англія.

Фреска, що зображує грецький міф про Леду і лебедя, була знайдена в археологічних розкопках Помпеї.
У 1504 році Леонардо да Вінчі почав робити ескізи для картини, яка, ймовірно, так і не була написана, із зображенням Леди, що сидить на землі зі своїми дітьми. У 1508 році він намалював іншу композицію цього сюжету, з оголеною Ледою, що стоїть і обіймає Лебедя, з двома наборами немовлят-близнюків (також оголених) та їхніми величезними розбитими яєчними шкаралупами. Оригінал цієї картини втрачений, можливо, навмисно знищений, і востаннє був зафіксований у французькому королівському палаці Фонтенбло в 1625 році Кассіано даль Поццо. Проте це відомо з багатьох копій, з яких, ймовірно, найдавнішими є «Спиридона Леда», можливо, написана асистентом студії, яка зараз знаходиться в Уффіці, а також копія у Вілтон-гаусі у Сполученому Королівстві (ілюстрована).
Також втрачена і, ймовірно, навмисно знищена темперна картина Мікеланджело, на якій зображена Леда у лебідь, яка займається коханням, замовлена в 1529 році Альфонсо І д'Есте для його палаццо у Феррарі та вивезена до Франції для королівської колекції в 1532 році; це було у Фонтенбло в 1536 році. Картина Мікеланджело для роботи — передана його помічнику Антоніо Міні, який використав її для кількох копій для французьких меценатів перед своєю смертю в 1533 році — проіснувала понад століття. Ця композиція відома з багатьох копій, включаючи амбітну гравюру Корнеліса Боса, бл. 1563; мармурова скульптура Бартоломео Амманаті в Барджелло, Флоренція; дві копії, написані молодим Рубенсом під час його італійської подорожі, і картина за Мікеланджело, бл. 1530, Національна галерея, Лондон. Композиція Мікеланджело приблизно 1530 року демонструє тенденції маньєризму витягнутості та скрученої пози (figura serpentinata), які були популярні в той час. Крім того, вважалося, що скульптурна група, схожа на зображену римську групу Прадо, принаймні до ХІХ століття належала Мікеланджело.

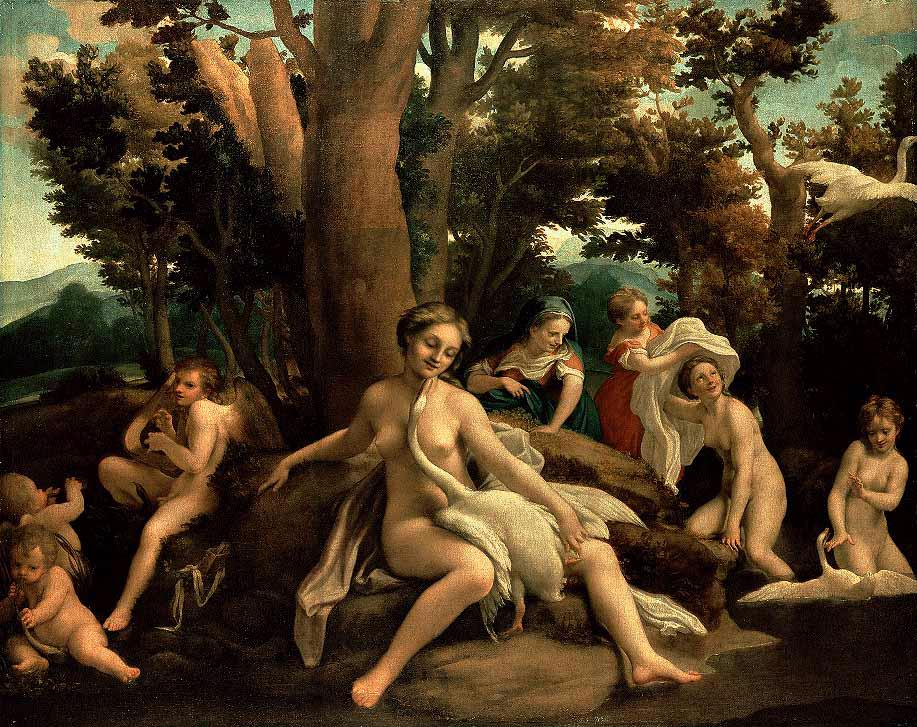
«Леда і лебідь» Корреджо

Останньою дуже відомою картиною епохи Відродження на цю тему є складна композиція Корреджо бл. 1530 (Берлін); яка також була пошкоджена, коли він перебував у колекції Філіпа II, герцога Орлеанського, регента Франції при неповнолітньому Людовіку XV. Його син Луї, хоч і був великим любителем живопису, мав періодичні докори сумління щодо свого способу життя, під час одного з яких він напав з ножем на фігуру Леди. Пошкодження було усунуто, хоча повне відновлення до первісного стану не було можливим. Обидві картини Леонардо і Мікеланджело також зникли, перебуваючи в колекції французької королівської сім'ї. Вважається, що їх знищили більш моральні вдови або спадкоємці їхніх власників.
В епоху Відродження було багато інших зображень, включаючи цикли книжкових ілюстрацій до Овідія, але більшість з них були похідними від композицій, згаданих вище. Тема залишалася в основному обмеженою Італією та іноді Францією — північні версії зустрічаються рідко. Після деякої перерви в XVIII і на початку ХІХ століть (окрім дуже чуттєвого Буше), Леда і лебідь знову стали популярними мотивами в кінці ХІХ і ХХ століттях, з багатьма символістськими та експресіоністськими обробками.

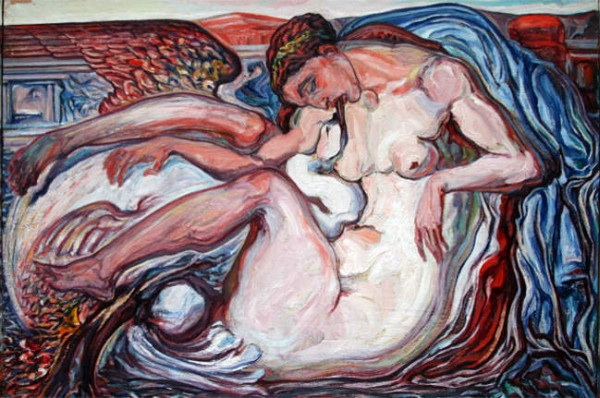
«Леда і лебідь» Олекси Новаківського, Україна

Також з тієї епохи були скульптури на тему Антонена Мерсі та Макса Клінгера.

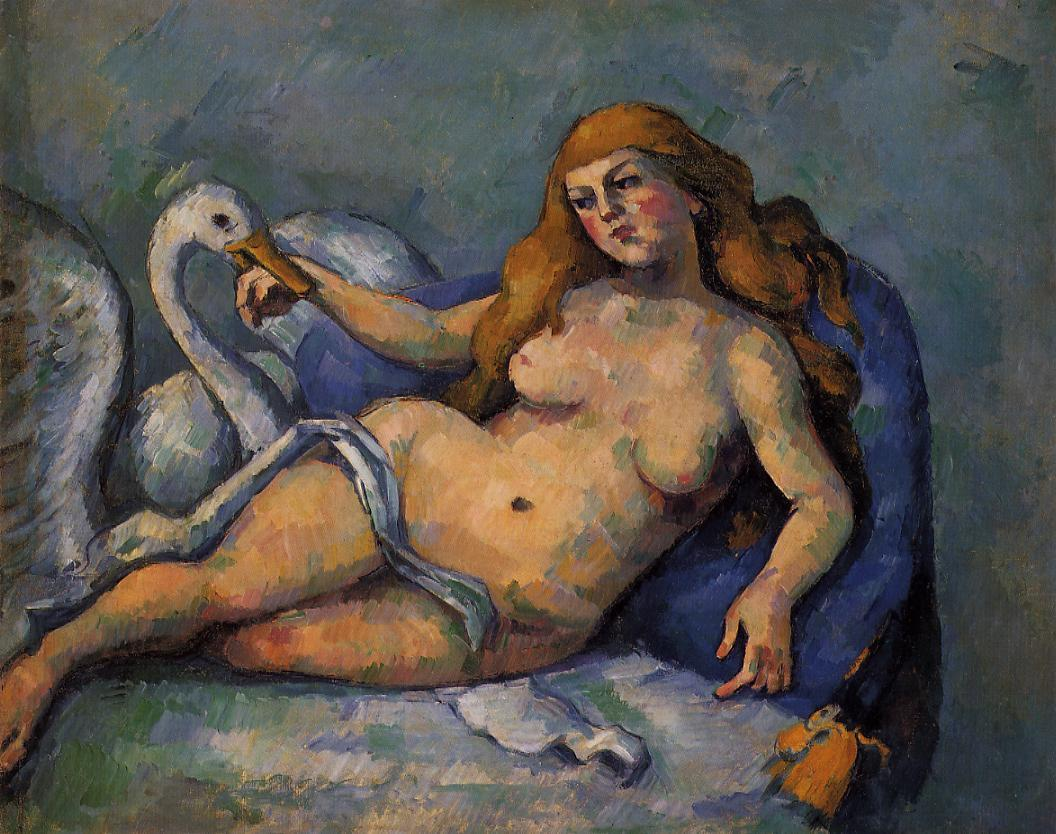
Леда і лебідь Поля Сезанна

## У сучасному та сучасному мистецтві
1962 року Сай Твомблі створив абстрактну версію картини «Леда і лебідь». У травні 2017 року її придбав Ларрі Гагосян за 52,9 мільйона доларів на вечірньому розпродажі повоєнного та сучасного мистецтва Крістіз.
Авангардний режисер Курт Крен разом з іншими членами віденського акціоністського руху, зокрема Отто Мюлем і Германом Нітшем, 1964 року зняв фільм-перформанс під назвою «7/64 Leda und der Schwan». Фільм зберігає класичний мотив, зображуючи, більшу частину свого часу, молоду жінку, яка обіймає лебедя.
У палацовому музеї Джай Вілас у Гваліорі (Північна Мадг'я-Прадеш, Індія) є мармурова статуя Леди і лебедя в натуральну величину.
Американська художниця і фотограф Керол Гармель створила серію «Птах» (1983), колекцію фотографій під впливом Жана Кокто, яка досліджувала міф «Леда і Лебідь» у щільно обрізаних, вуайєристичних зображеннях оголеної жінки і невизначеної птахоподібної істоти, що натякає на інтимність.
Зараз у Брістольському музеї та художній галереї представлена картина Карла Вешке «Леда і лебідь», написана в 1986 році. Художня галерея Вінніпега в Канаді має у своїй постійній колекції кераміку «Леда і лебідь» американського художника японського походження Акіо Такаморі. 2018 року Дженьєв Фіггіс написала свою версію «Леди і лебедя» за більш ранньою роботою Франсуа Буше. Сучасна версія Фіггіс переосмислює ідилічну романтичну сцену щедрої грайливості з темним гумором, створюючи сцену ненормативної лексики та жаху. У Берліні, біля станції метро Sonnenallee та готелю Estrel, знаходиться скульптура в неоновому світлі, що зображає Леду і лебедя, спроектована AES+F. Фотограф Чарлі Вайт включив портрет Леди до своєї серії «І поставити під загрозу цілісність корпусу». Тут Зевс в образі лебедя з'являється лише метафорично.

## У поезії

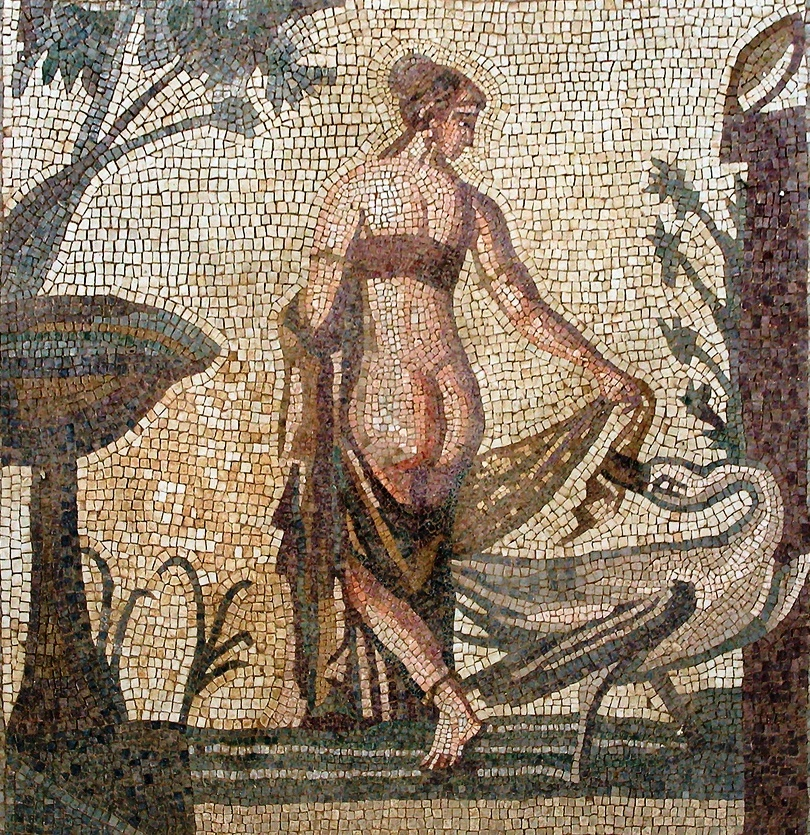
Мозаїка зі святилища Афродіти, Палеа, Пафос, Кіпр. Музей Кіпру, Нікосія. Близько ІІІ ст. н. е.

П'єр де Ронсар написав вірш La Défloration de Lède, можливо, натхненний Мікеланджело, якого він цілком міг знати. Він уявляє, як дзьоб потрапляє до рота Леді.
«Леда і лебідь» — сонет Вільяма Батлера Єйтса, написаний у 1923 році та вперше опублікований у журналі Dial у червні 1924 року, а пізніше опублікований у збірці «Місяць і деякі вірші» у 1924 році. Поєднуючи психологічний реалізм із містичним баченням, він описує лебедине зґвалтування Леди. Він також натякає на Троянську війну, яку спровокує викрадення Єлени, яка буде народжена Ледою від Зевса (у деяких версіях міфу разом з Кастором і Поллуксом). Клітемнестра, яка вбила свого чоловіка Агамемнона, вождя греків під Троєю, також повинна була вилупитися з одного з яєць Леди. Поему регулярно називають одним із шедеврів Єйтса. Камілла Палья, яка назвала поему «найвеличнішою поемою двадцятого століття», сказала, що «всі люди, як і Леда, щомиті потрапляють у „білу лихоманку“ досвіду. Єдиний порятунок для Єйтса — це стрункість і спокій мистецтва». Перегляньте зовнішні посилання для барельєфа, розташованого в такому положенні, як описано Єйтсом.
Поема нікарагуанського поета Рубена Даріо «Леда» 1892 року містить косий опис зґвалтування, за яким стежив бог Пан.
1919 року HD (Гільда Дулітл) також написала вірш під назвою «Леда». Є припущення, що він написаний з точки зору Леди. Опис сексуальної дії, що відбувається, робить його майже красивим, ніби Леда дала свою згоду.
У пісні «Power and Glory» з альбому «Magic and Loss» Лу Ріда 1992 року Рід згадує досвід, коли бачив, як його друг помирає від раку, і посилається на міф:
Я бачив, як ізотопи вводили йому в легені.

щоб зупинити поширення раку.

І це змусило мене подумати про Леду і лебедя.

і про золото, яке роблять зі свинцю.
У своїй радіоп'єсі «Три жінки», написаній для ВВС 1962 року, на цей міф натякає Сільвія Плат. У виставі звучать голоси трьох жінок. Перший — заміжня жінка, яка зберігає дитину. Другий — секретарка, у якої стався викидень. Третій голос — студентка, яка вагітна і віддає свою дитину на всиновлення, згадує «великого лебедя, з жахливим поглядом, / Налетів на мене, / У лебедях є змія, / Він пролетів повз; його погляд мав чорне значення» і повторює рефрен «Я не була готова», стверджуючи, що «обличчя / Продовжувало формуватися з любов'ю, наче я була готова», описуючи небажану вагітність.

## У літературі

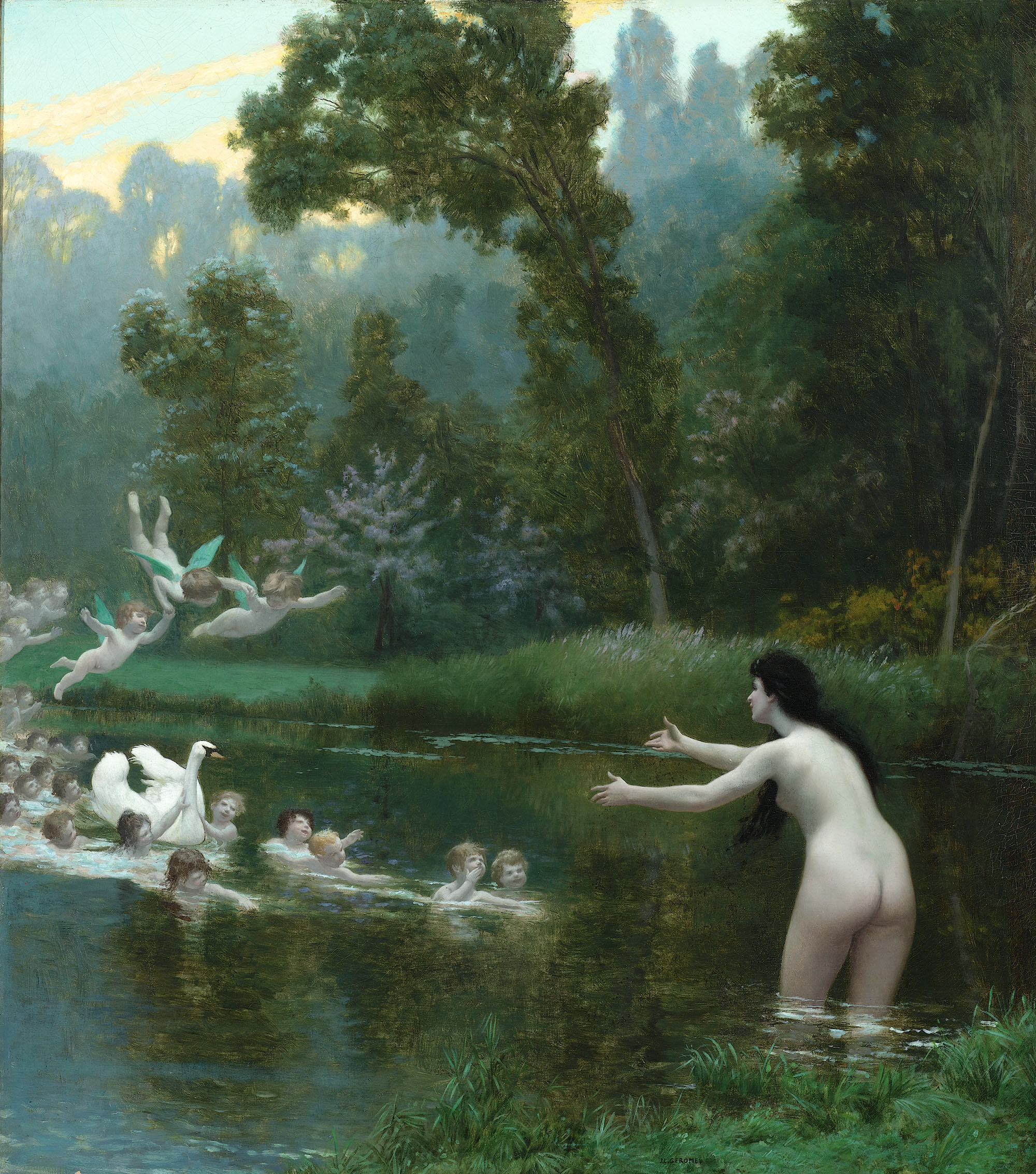
Леда і лебідь, Жан-Леон Жером, 1895 рік

Кілька посилань на цей міф представлено в романах Анджели Картер, зокрема «Ночі в цирку» та «Магазин чарівних іграшок». В останньому романі міф оживляється у формі вистави, в якій налякана молода дівчина змушена виступати в ролі Леди в супроводі великого механічного лебедя.
Міф також згадується в романі Річарда Єйтса 1962 року «Революційна дорога». Персонаж Френк Вілер, одружений на Ейпріл Вілер, після сексу з офісною секретаркою розмірковує, що сказати, коли йде: «Чи вибачився лебідь перед Ледою? Чи вибачився орел? Чи вибачився лев? Чорт забирай, ні!»
У романі Роберта Гелбрейта «Бентежна кров» 2020 року одна з головних героїнь, Робін Еллакотт, відвідує картинну галерею, де вона бачить картину Леди і лебедя, виконану одним персонажем, який у романі є художником. Крім того, інший головний герой серії «Страйк», однойменний детектив Корморан Страйк, народився від матері на ім'я Леда, і в кількох романах з'являються лебеді.

## У моді

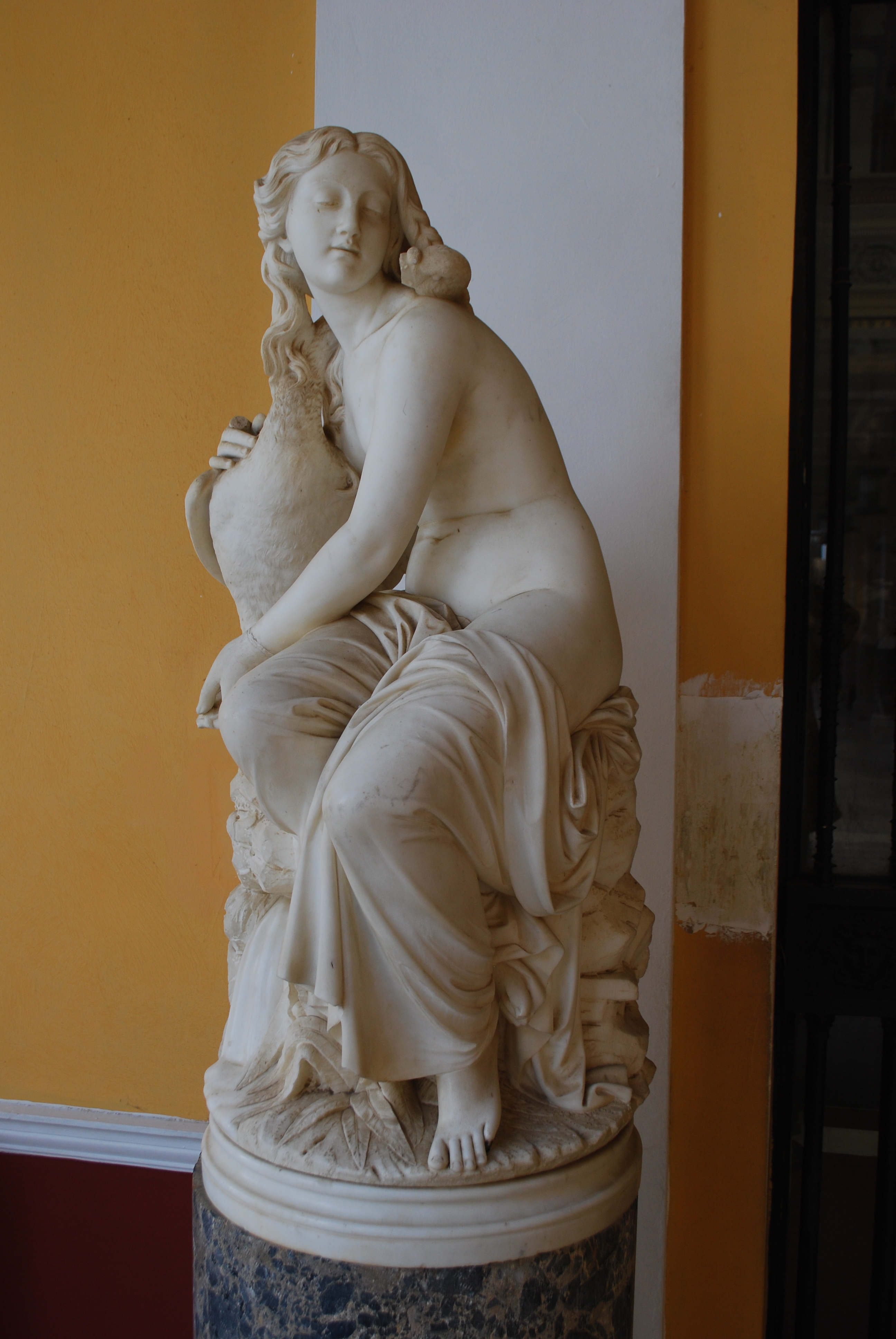
Статуя Леди і лебедя з Ахіллеона на Корфу, Греція.

1935 року кінозірка німецького походження Марлен Дітріх вбралася на костюмовану вечірку в Голлівуді в драматичному костюмі Леди. Розроблена відомим дизайнером костюмів Тревісом Бантоном, давнім співробітником Дітріх, біла сукня з тюлю та пір'я мала розріз на стегні, шлейф середньої довжини і, що найхарактерніше, «лебедину» шию з тканини та пір'я, яка обвивала шию самої Дітріх, а також пару великих крил з пір'я, одне з яких тягнулося донизу через груди, а інше — догори через ліве плече.
Через шістдесят шість років, на церемонії вручення премії «Оскар» 2001 року, ісландська співачка Бйорк одягла сукню від Мар'яна Пейоскі в сітчастому стилі «нюд» і білу спідницю з тюлю. Спідниця поступово звужувалась догори над тулубом, перетворюючись на лебедину шию з тканини, яка оберталася навколо шиї власниці точно так само, як і сукня Дітріх 1935 року. Хоча костюм Дітріх залишається в основному невідомим для широкої публіки, сукня Бьорк «миттєво набула культового статусу» і стала іконою культури червоних доріжок. Проте посилання на костюм Марлен Дітріх тоді рідко (якщо взагалі коли-небудь) згадувалося.
У червні 2021 року Марія Грація К'юрі як креативний директор французького дому моди Dior розробила колекцію, сильно натхненну елліністичною культурою, Олімпійськими іграми та давньогрецькою міфологією, і показала її на стадіоні Панафіней в Афінах як данину олімпійській традиції (показ колекції відбувся за місяць до початку літніх Олімпійських ігор 2020 року). Завершальним елементом колекції стала сукня-лебідь, натхненна Ледою. Безпосередня візуальна схожість між лебединою сукнею К'юрі та лебединою сукнею Бйорк викликала ажіотаж у соціальних мережах, оскільки більшість людей неминуче подумали, що сукня від Dior була безпосередньо натхненна культовим творінням Пейоскі 2001 року. Однак лише через кілька днів Dior відкрито захистив натхнення сукні, назвавши її у своєму Twitter-акаунті відтворенням костюму Марлен Дітріх, яка, як відомо, була важливою і відданою клієнткою французького бренду в 1940-50-х роках. Примітно, що сукня К'юрі для Dior 2021 року прикрашена лебединими крилами з пір'я, що розкинулися на грудях і плечах. Ця драматична деталь, взята безпосередньо з костюма Дітріха 1935 року, відрізняє сукню К'юрі для Dior від сукні Бйорк на червоній доріжці і робить її беззаперечним відсиланням до костюма Дітріх, а отже, і до міфу про Леду і Лебедя.

## У сучасних медіа

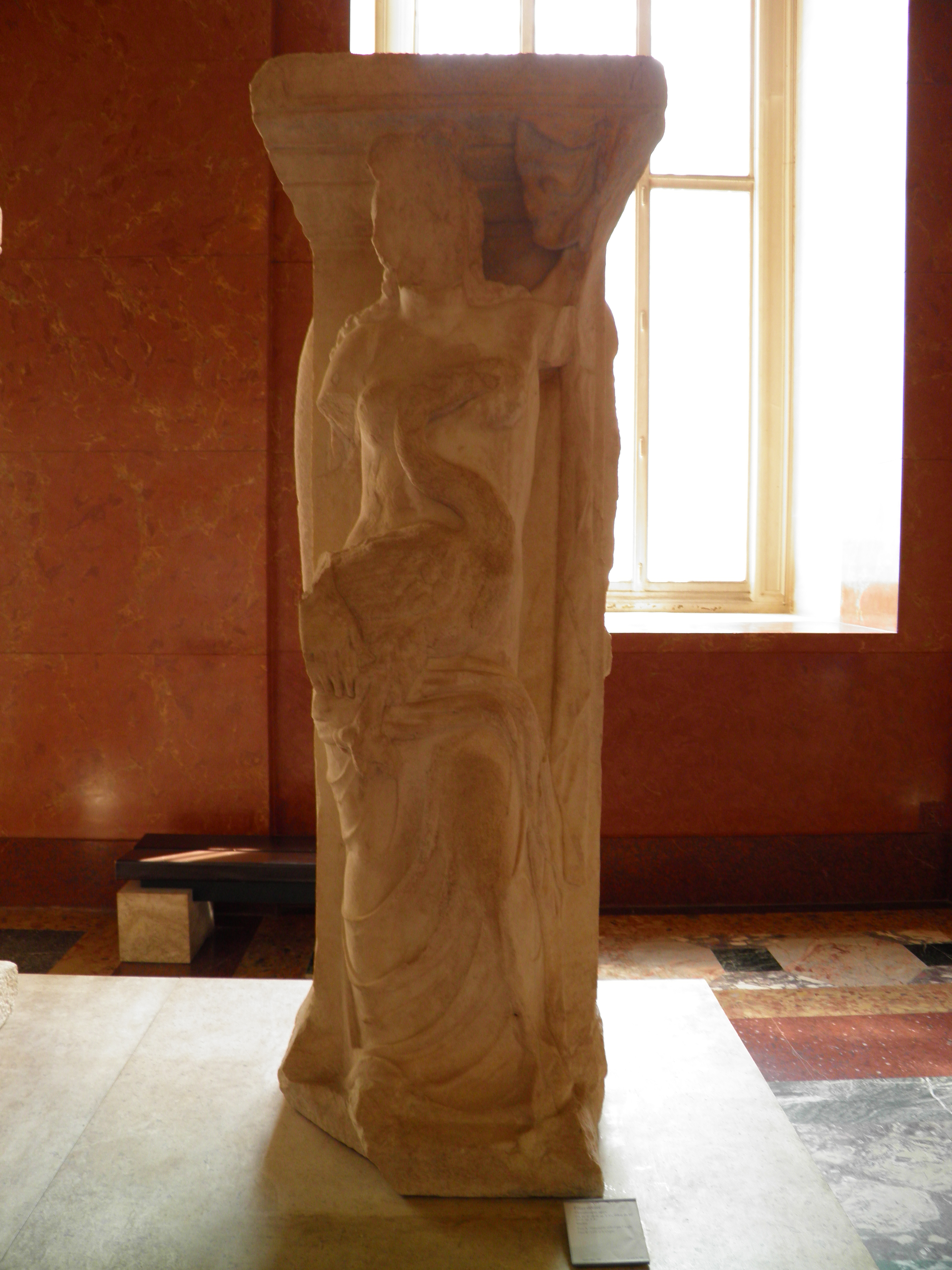
Колона Леда Лас Інкантадас, Лувр.

Версія історії про Леду та лебедя є основоположним міфом у канадському футуристичному трилерному телесеріалі «Чорна сирітка», який транслювався протягом 5 сезонів з 2013 по 2017 рік. Корпорація використовує генну інженерію для створення серії жіночих клонів (Леда) і серії чоловічих клонів (Кастор), які також є клонами братів і сестер, оскільки вони походять від однієї матері, яка є химерою з чоловічим і жіночим геномами.
Музичний виконавець Hozier 2022 року випустив сингл Swan Upon Leda, посилаючись на міф як на інструмент для захисту репродуктивних прав.
Безсловесний 3D-фільм «Леда» 2021 року переносить міф у темні ліси та глибокі озера, що оточують маєток середини XIX століття. У центрі сюжету — вагітна Леда, яку кошмарами переслідує образ лебедя, що загубився між сном і дійсністю у стані травми. Фільм знятий режисером Семюелем Треслером IV та Аделіною Тері в головній ролі.

## У комерції
Філадельфійський виробник сигар Bobrow Brothers випустив марку сигар під назвою «Leda», яка продавалась принаймні до 1940-х років. На етикетці сигари були зображені Леда і лебідь у річці.

## Сучасна цензура
У квітні 2012 року художня галерея в Лондоні, Англія, отримала вказівку від поліції видалити сучасну виставку «Леда і лебідь». Йшлося про розділ 63 Закону про кримінальну юстицію та імміграцію 2008 року, який засуджував «насильницьку порнографію», який був прийнятий урядом Лейбористської партії у 2005—2010 роках.

## Галерея

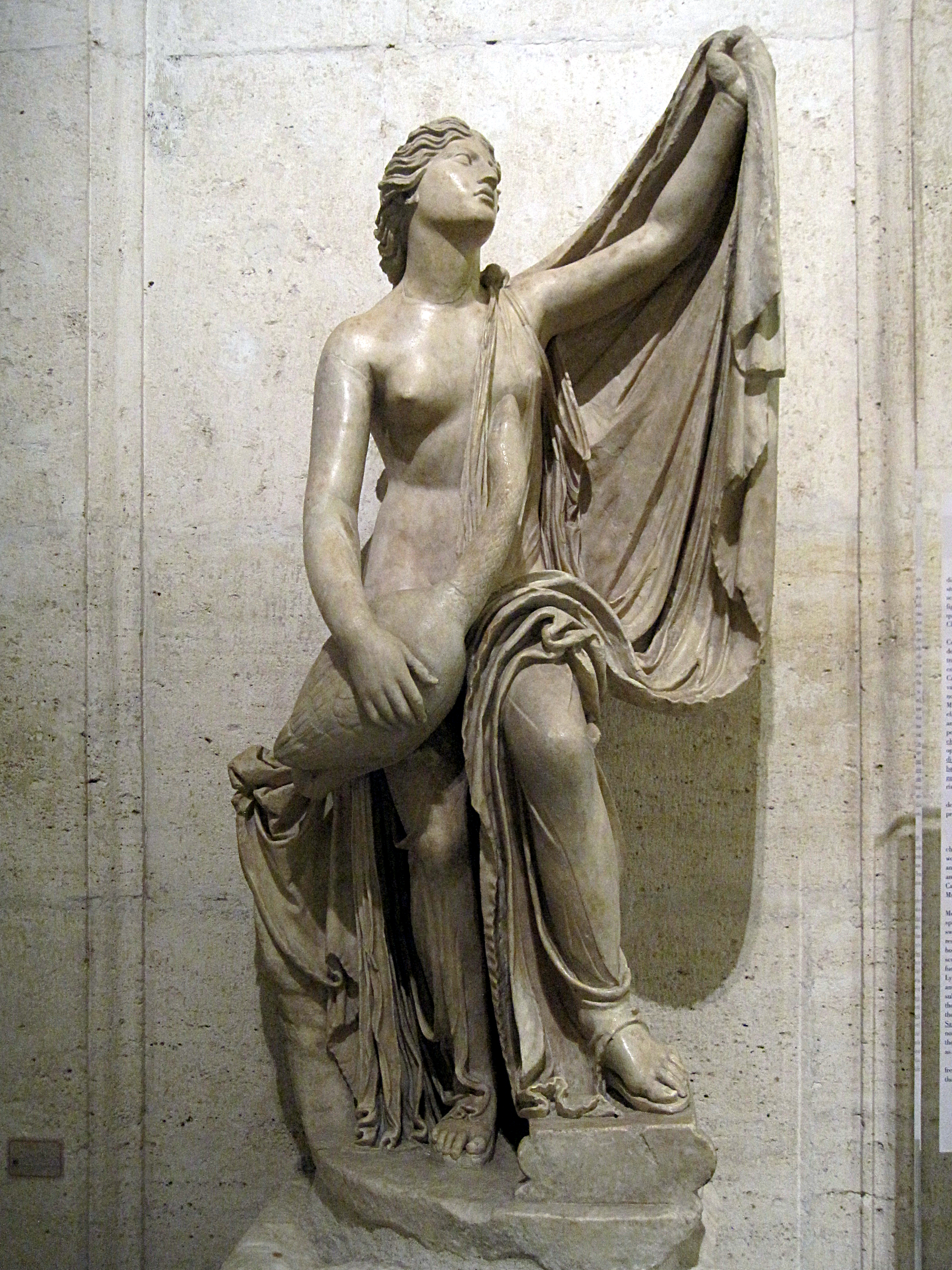
«Леда і Зевс, що повернувся на лебедя» – римська версія більш ранньої грецької статуї II століття до н.е., яку приписують Тимофію з 300-х років до н.е. Збереглося понад дві десятки примірників цієї статуї. Палаццо Нуово (Капітолійські музеї), Рим
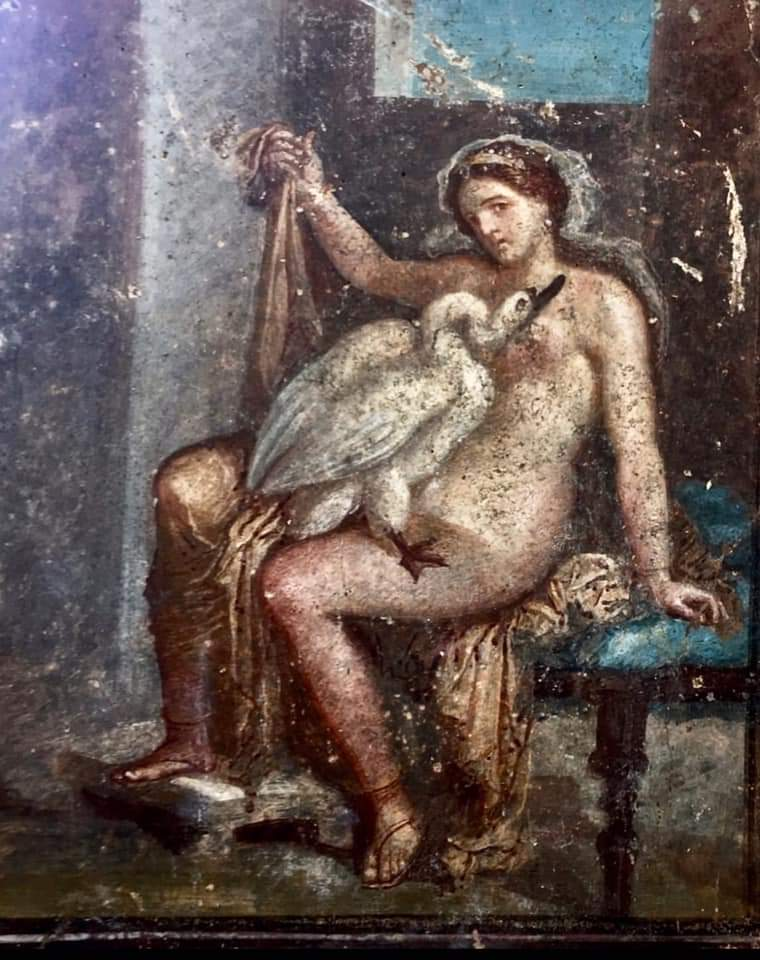
«Леда і лебідь», антична фреска з Помпеїв
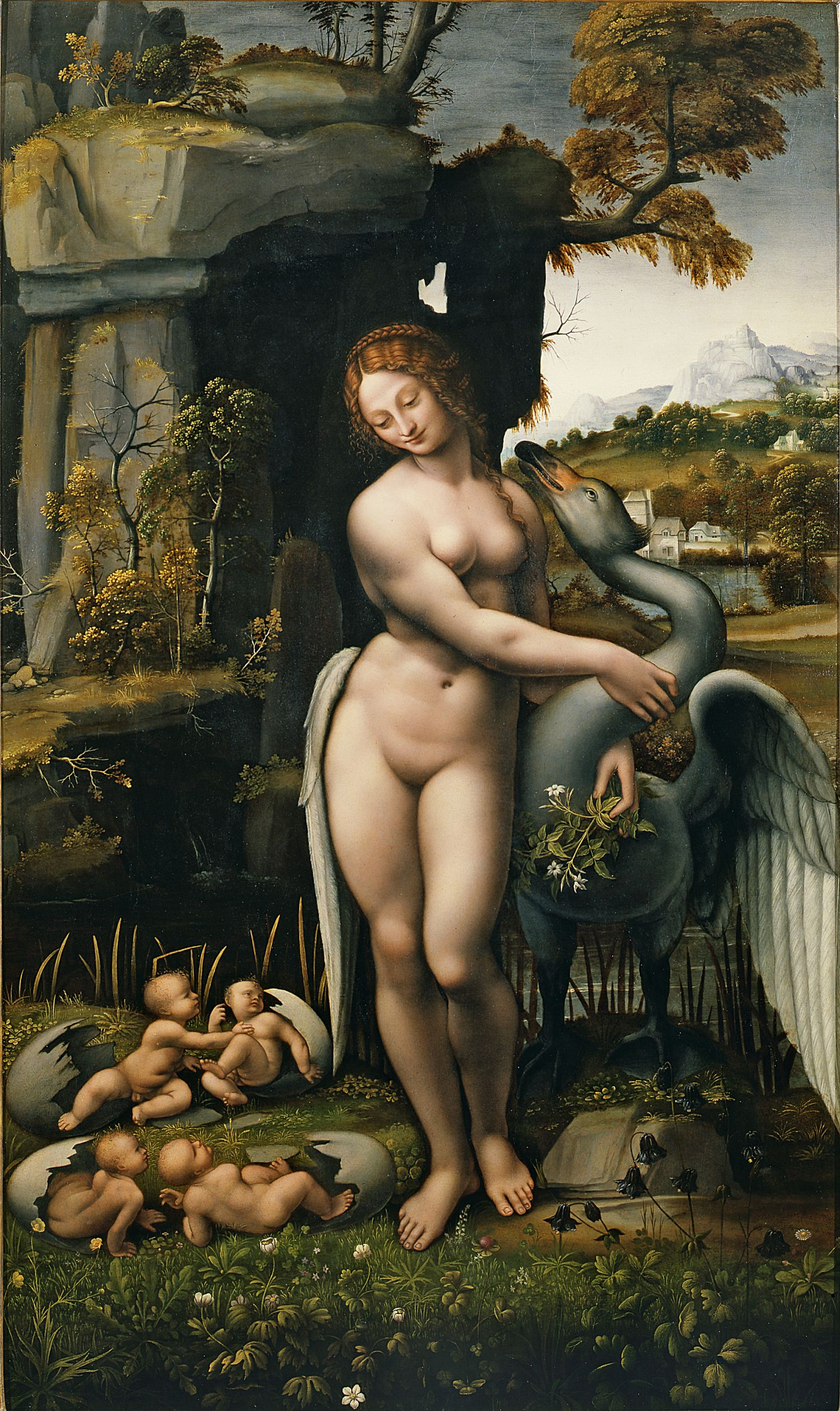
Копія «Леда і лебідь» Джованні Франческо Мельці за втраченою картиною Леонардо, 1508-1515, олія на полотні, Галерея Уффіці, Флоренція, Італія
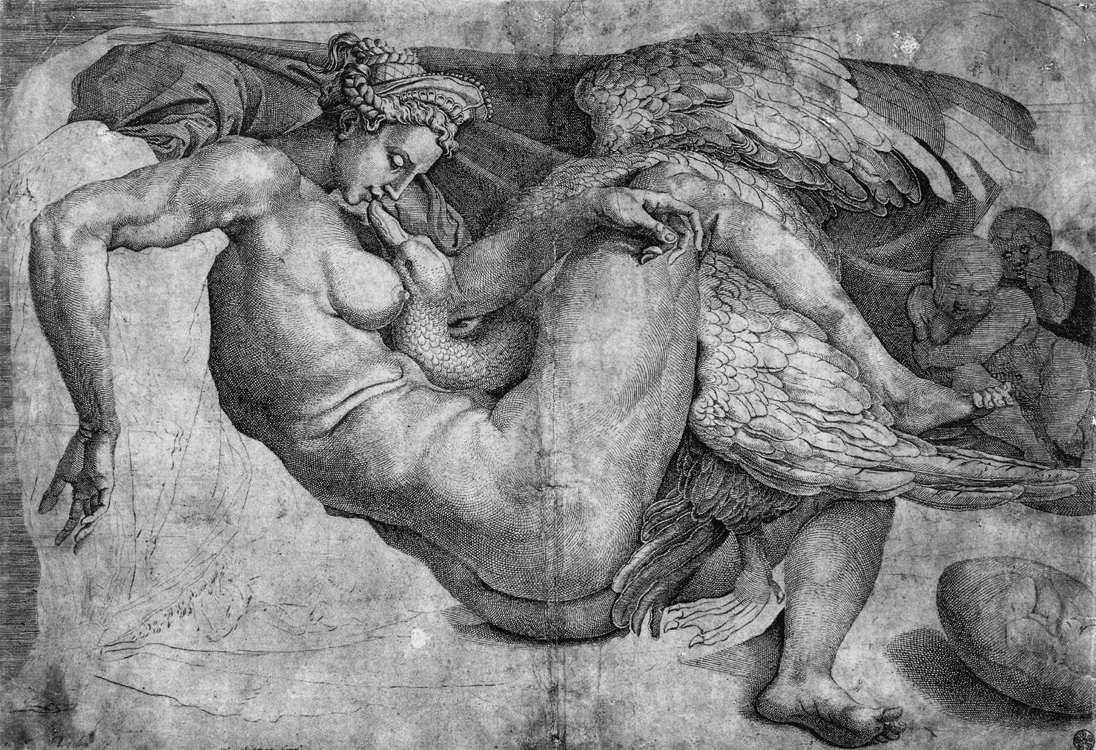
Малюнок Корнеліса Боса за втраченим оригіналом Мікеланджело, між 1530 і 1550 роками
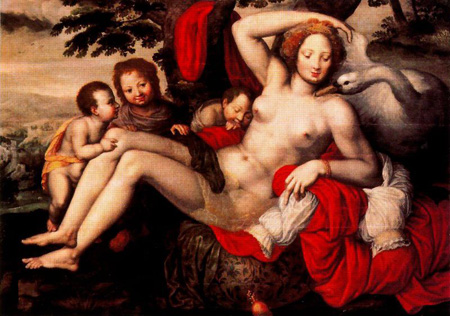
«Леда і лебідь». Георг Пенц
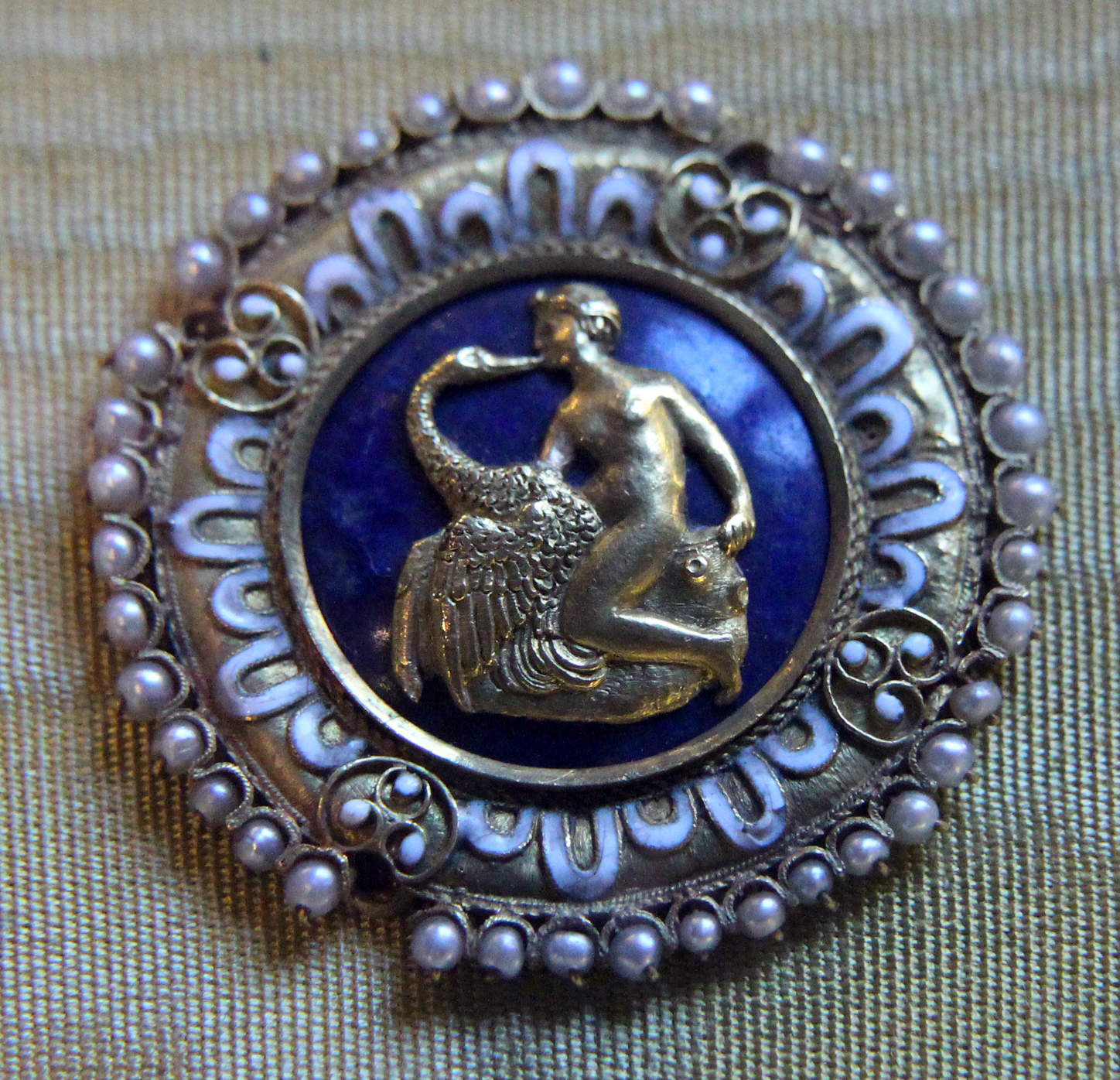
«Леда і лебідь» Бенвенуто Челліні
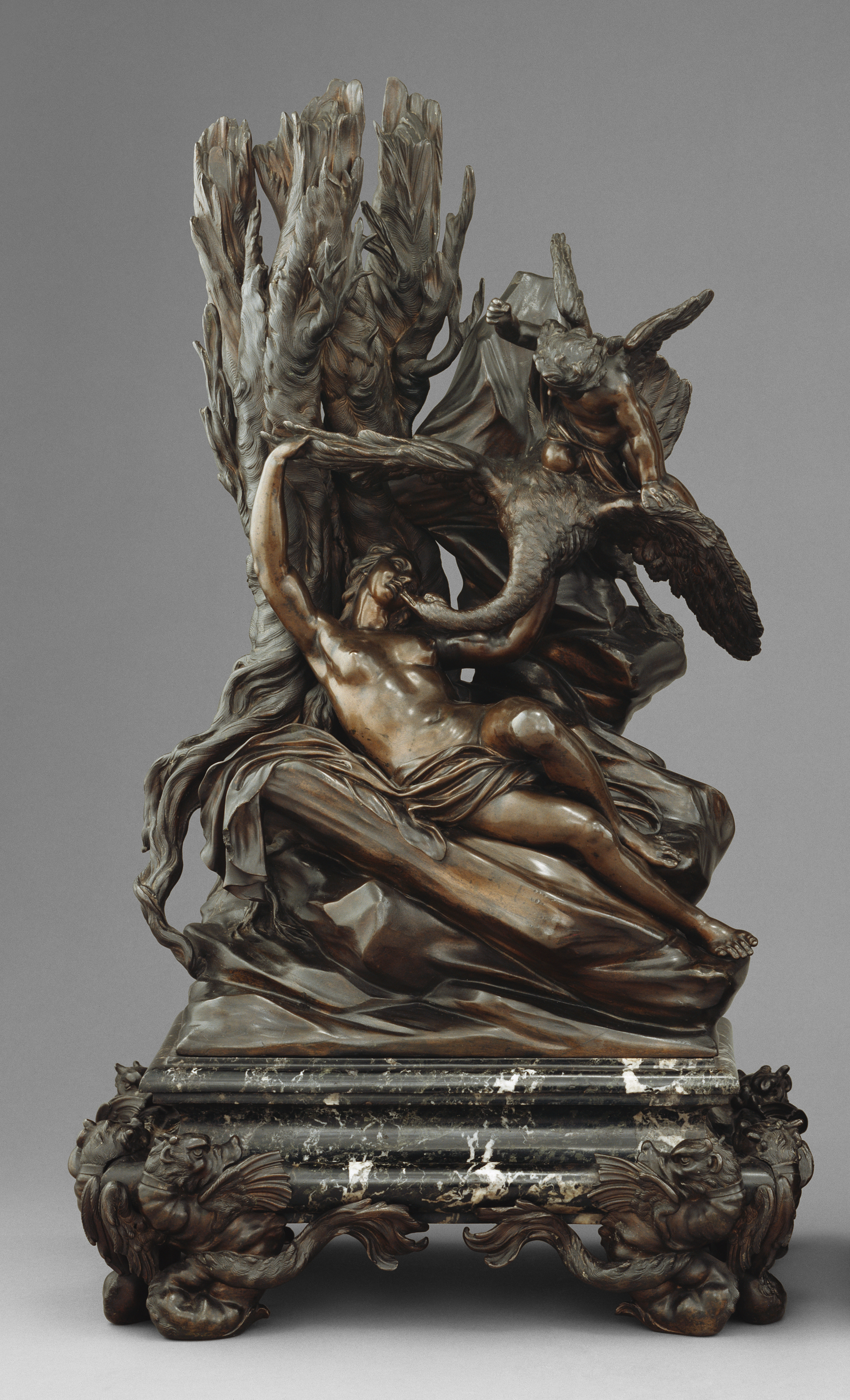
«Леда і лебідь», Массіміліано Сольдані, 1725 рік
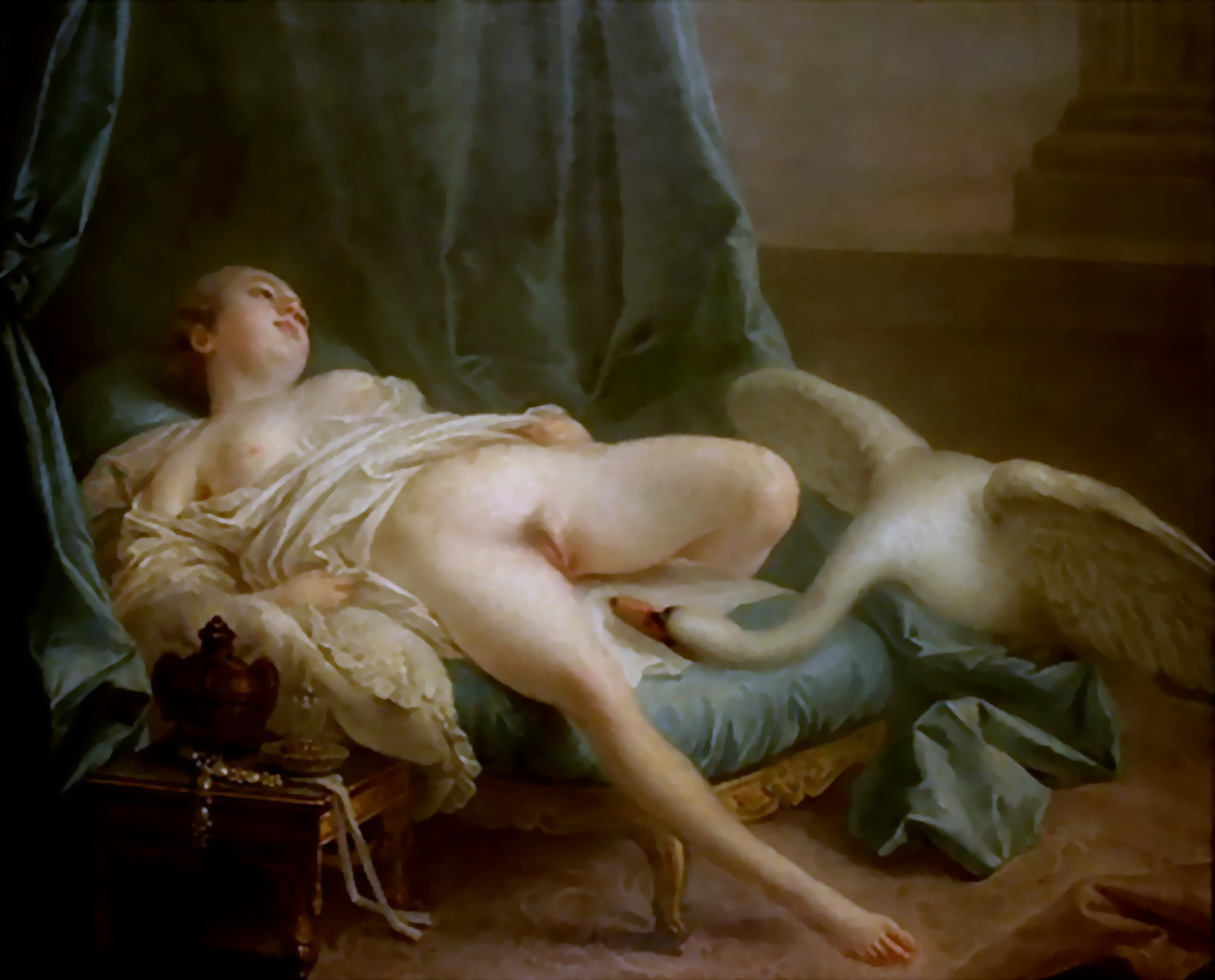
Твір, що приписується Франсуа Буше, 1740 рік, полотно, олія
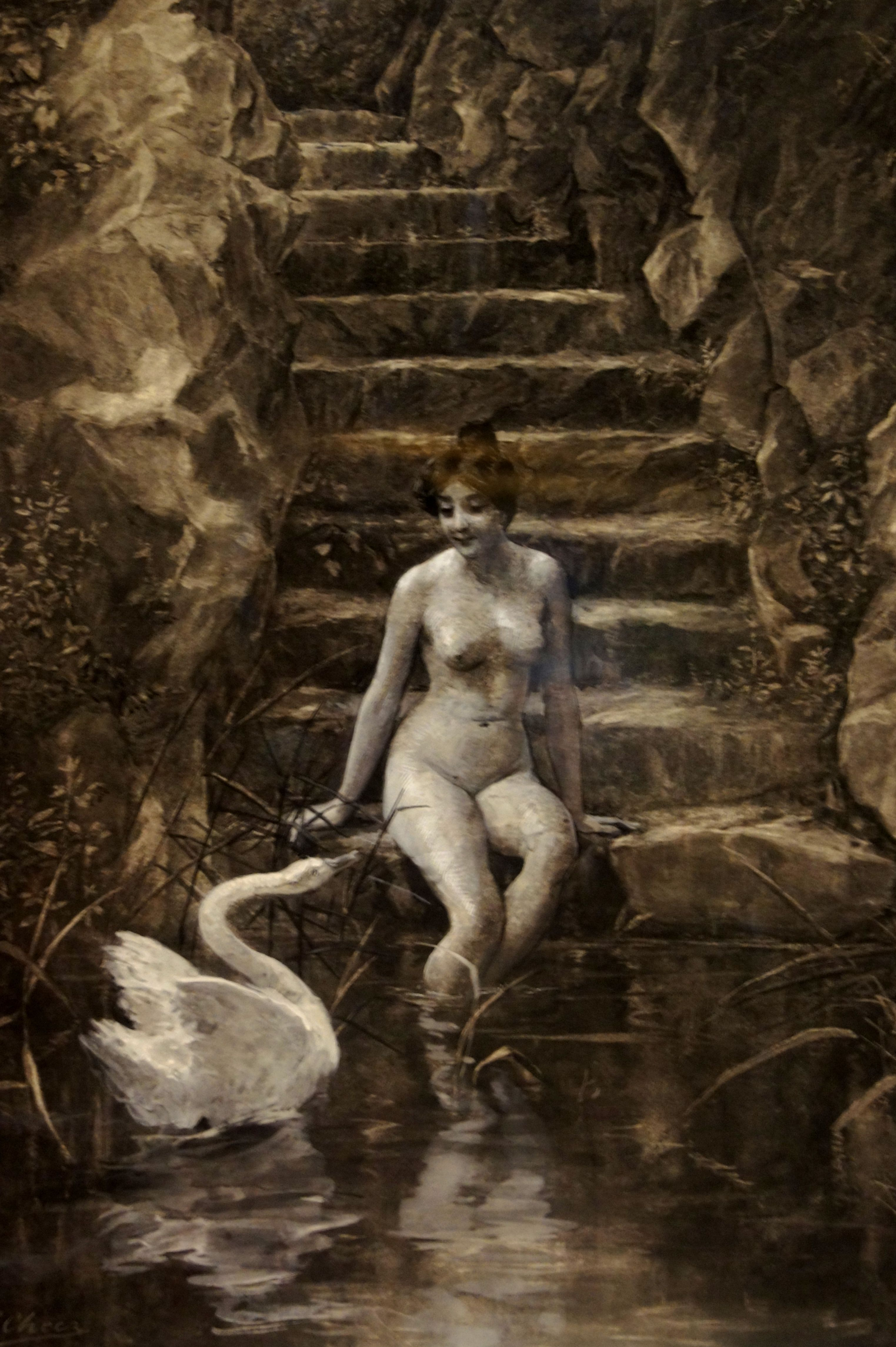
«Леда і лебідь», вугілля, гуаш на папері (Ульпіано Чека)
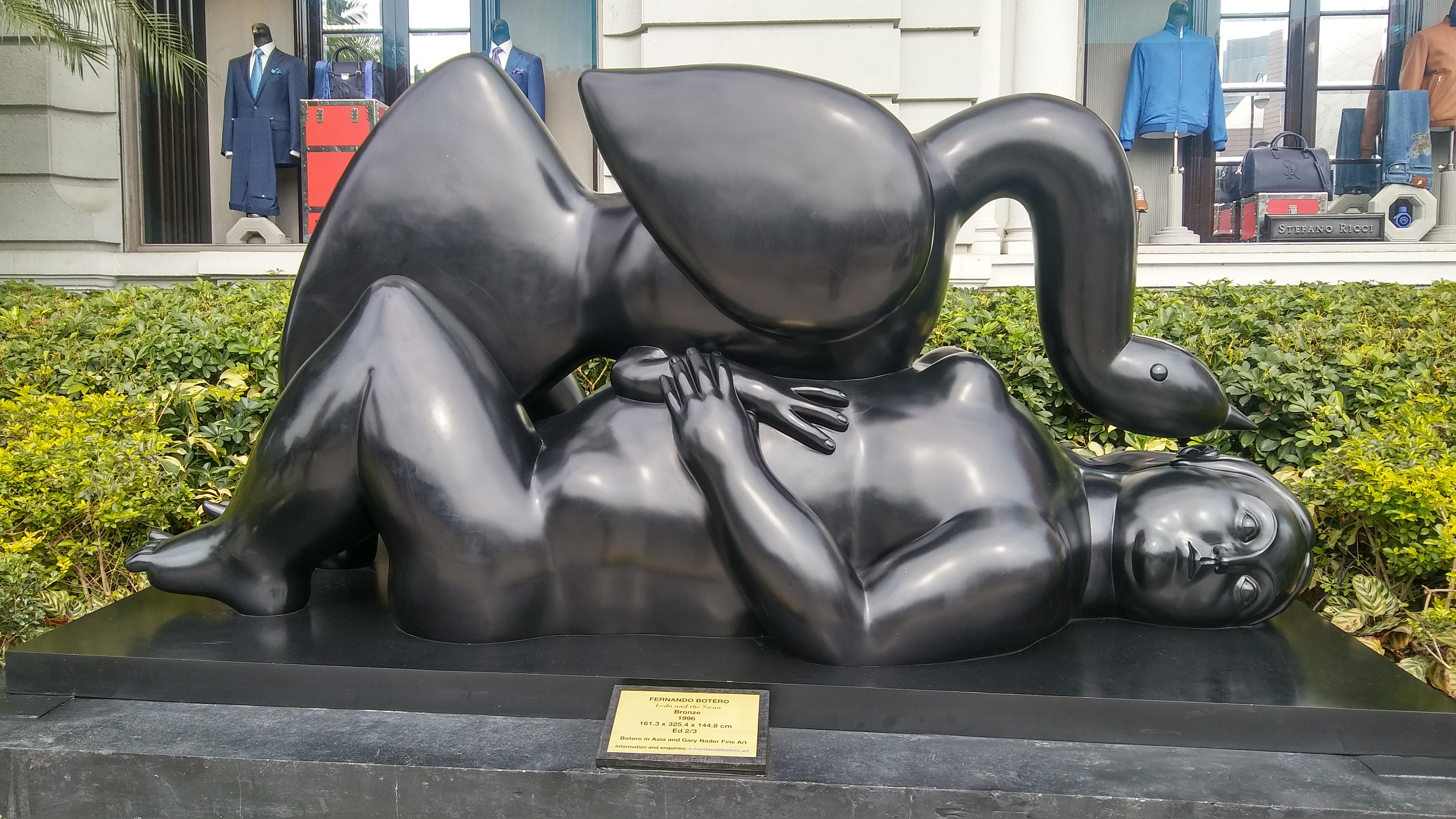
«Леда і лебідь» Фернандо Ботеро, 1996 рік
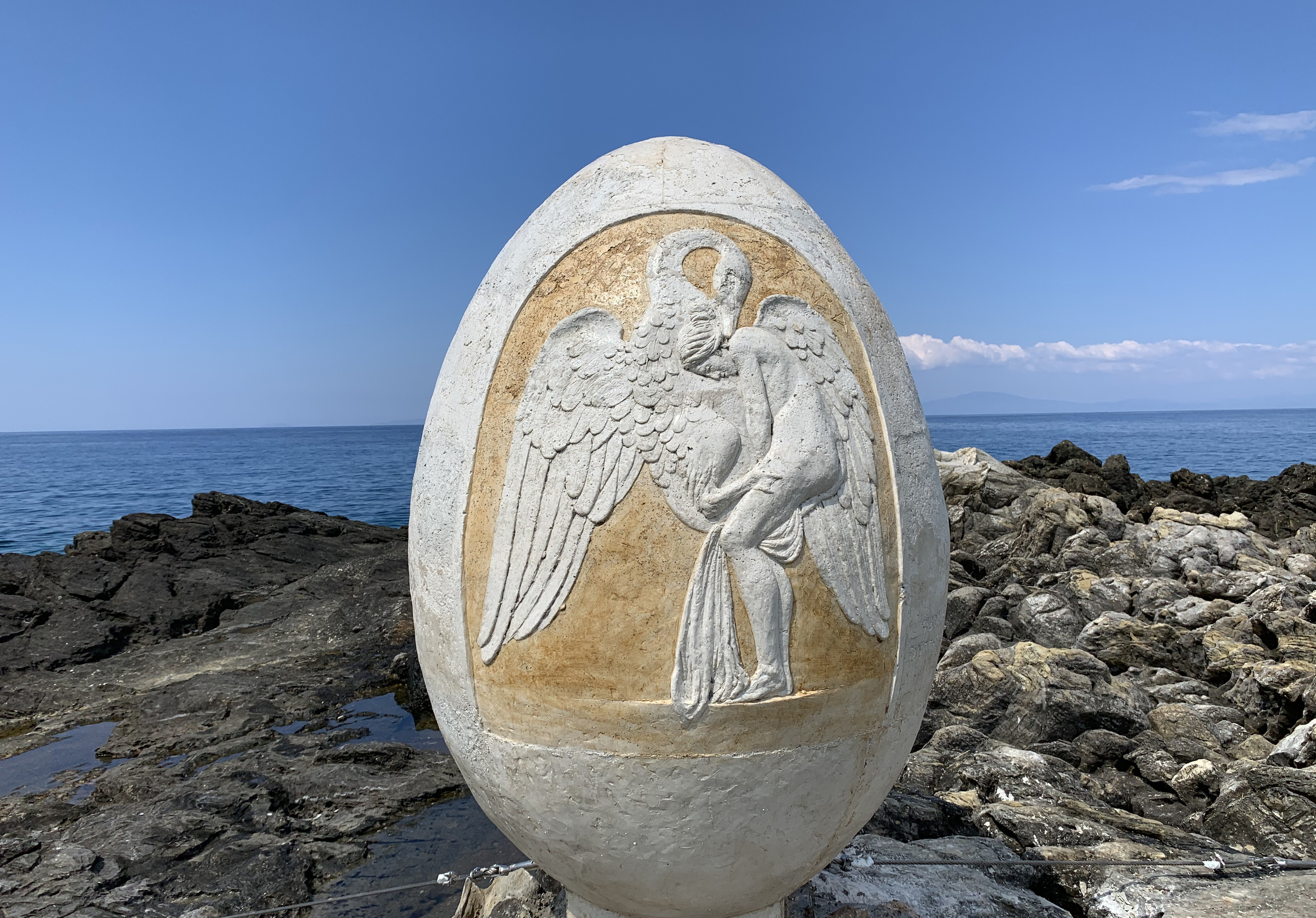
Яєчна скульптура на острові Пефнос, 2020, Янніс Гузос і Петрос Темеліс

## Подальше читання
- Medlicott, R. W. (1 березня 1970). Leda and the Swan—An Analysis of the Theme in Myth and Art. Australian & New Zealand Journal of Psychiatry (англ.). Sage Journals. 4 (1): 15—23. doi:10.3109/00048677009159303. PMID 4107336.